# Cayo Carenas
Cayo Carenas är en ö i Kuba.   Den ligger i provinsen Provincia de Cienfuegos, i den centrala delen av landet, 230 km sydost om huvudstaden Havanna. Arean är 0,28 kvadratkilometer.
Terrängen på Cayo Carenas är mycket platt. Öns högsta punkt är 13 meter över havet. Den sträcker sig 0,6 kilometer i nord-sydlig riktning, och 0,6 kilometer i öst-västlig riktning.  I omgivningarna runt Cayo Carenas växer i huvudsak städsegrön lövskog.